# Фенібут
Фенібут (лат. Phenibutum, англ. Phenibut; γ-аміно-β-феніломасляна кислота) — анксіолітичний та ноотропний засіб, β-фенільне похідне нейромедіатора гамма-аміномасляної кислоти винайдений в СРСР у 1960-их роках. В різних країнах фенібут відомий під брендами Anvifen, Fenibut, Bifren та Noofen тощо, зокрема під брендом Bifren (укр. біфрен) цей засіб продається та відомий в Україні.

## Історія
Фенібут був синтезований у Ленінградському педагогічному інституті ім. Герцена професором Ст. Перекаліним. Вивчення клініко-фармакологічних властивостей фенібута було виконано в лабораторії психофармакології Ленінградського науково-дослідного інституту їм. В. М. Бехтєрєва старшим науковим співробітником Р. А. Хауніною.
У свій час фенібут опинився в числі медикаментів, які обов'язково входили до аптечки космонавта. Звичайні транквілізатори погано знижували високий рівень стресу космонавтів, оскільки крім заспокійливого ефекту вони надавали і розслабляючу дію. При прийомі фенібута працездатність космонавтів залишалася на тому ж рівні.
У 1975 році препарат фенібут був включений в аптечку космонавтів, які брали участь в експериментальному польоті «Союз» — «Аполлон».

## Загальна інформація
За хімічною структурою фенібут можна розглядати як фенільне похідне ГАМК, а також як похідне фенілетиламіну.
Фенібут має елементи ноотропної активності, надає заспокійливу дію, зменшує напруженість, тривогу, поліпшує сон; подовжує та посилює дію снодійних, наркотичних, нейролептичних речовин і психостимуляторів.
Фенібут застосовують при астенічних та тривожно-невротичних станах, неспокої, тривозі, страху, безсонні, а також як заспокійливий засіб перед хірургічними втручаннями.
Призначають також при хворобі Меньєра, запамороченнях, що пов'язані з дисфункцією вестибулярного апарату, для профілактики захитування.
Дітям призначають при заїкуватості і тику.
Є дані про посилення під впливом фенібута дії антипаркінсоних засобів (у зв'язку з наявністю у препарату дофамінопозитивного компонента).
При прийомі фенібута дітьми молодшими 10 років, які страждають заїканням, може спостерігатися погіршення мови, а також можлива зміна картини електроенцефалограми, включаючи появу гострих хвильових піків. Зазначений препарат дітям слід застосовувати з особливою обережністю.

## Показання
Астенічні та тривожно-невротичні стани, неспокій, тривога, страхи, безсоння, а також як заспокійливий засіб перед хірургічним втручанням. Особливістю є виражений ефект у лікуванні запаморочення.

## Фармакодинаміка
Прямим впливом на ГАМК-ергічні рецептори полегшує ГАМК-опосередковану передачу нервових імпульсів в ЦНС. Покращує функціональний стан мозку за рахунок нормалізації метаболізму тканин та впливу на мозковий кровообіг (збільшує об'ємну та лінійну швидкість мозкового кровотоку, зменшує опір мозкових судин, покращує мікроциркуляцію, надає антиагрегантну дію), надає також транквілізуючу, психостимулюючу, антиагрегантну та антиоксидантну дію. Сприяє зменшенню або зникненню відчуття тривоги, напруженості, занепокоєння і страху, нормалізує сон, не чинить протисудомну дію, але підсилює дію протисудомних препаратів. Не впливає на холіно- та адренорецептори. Подовжує латентний період і скорочує тривалість і вираженість ністагму. Зменшує прояви астенії та вазовегетативні симптоми (в тому числі головний біль, відчуття тяжкості в голові, порушення сну, дратівливість, емоційну лабільність), підвищує розумову працездатність. Покращує психологічні показники (увага, пам'ять, швидкість і точність сенсорно-моторних реакцій). При курсовому прийомі підвищує фізичну і розумову працездатність, покращує пам'ять, нормалізує сон; покращує стан хворих з руховими та мовними порушеннями. У хворих з астенією перших днів терапії поліпшується самопочуття, підвищує інтерес та ініціативу (мотивація діяльності) без седації чи збудження. При призначенні після важких черепно-мозкових травм збільшує кількість мітохондрій в перифокальних областях і покращує перебіг біоенергетичних процесів у головному мозку. При неврогенних ураженнях серця і шлунка нормалізує процеси пероксидації ліпідів. У людей літнього віку не викликає завантаженості та надмірної млявості, розслаблююча післядія найчастіше відсутня. Покращує мікроциркуляцію в тканинах ока, зменшує пригнічуючий вплив етанолу на ЦНС. Препарат малотоксичний, не викликає алергічної дії, не має тератогенних, ембріотоксичних і канцерогенних властивостей.

## Фармокінетика
Абсорбція — висока, добре проникає у всі тканини організму та через ГЕБ (в тканини мозку проникає близько 0,1 % введеної дози препарату, причому в осіб молодого і літнього віку значно більшою мірою). Рівномірно розподіляється в печінці і нирках. Метаболізується в печінці — 80–95 %, метаболіти фармакологічно не активні. Не кумулює. Через 3 години починає виділятися нирками, при цьому концентрація в тканині мозку не зменшується, його виявляють у мозку ще протягом 6 г. Близько 5 % виводиться нирками у незміненому вигляді, частково з жовчю.

## Фізичні властивості
Білий кристалічний порошок. Смак кислий. Дуже легко розчинний у воді, розчинний у спирті; рН водного (2,5 %) розчину 2,3–2,7.

## Протипоказання
Гіперчутливість до компонентів препарату, вагітність, грудне вигодовування, дитячий вік до 8 років. З обережністю слід застосовувати при ерозивно-виразкових ураженнях шлунково-кишкового тракту і печінкової недостатності. При перших прийомах фенібута або при передозуванні може спостерігатися сонливість.

## Побічні дії
Зазвичай добре переноситься. При перших прийомах можлива сонливість, при передозуванні — виражена сонливість, нудота, блювання; посилення дратівливості, збудження, тривога, запаморочення, алергічні реакції.

## Взаємодія
Посилює і подовжує ефект снодійних, протипаркінсонічних та протиепілептичних засобів, нейролептиків, наркотичних анальгетиків.

## Особливі вказівки
При тривалому застосуванні необхідно контролювати показники функції печінки і картину периферичної крові. Необхідно утримуватися від потенційно небезпечних видів діяльності, що потребують підвищеної уваги. Малоефективний при виражених явищах заколисування («нестримне» блювання, запаморочення та інше).

## Примітка
1. 1 2 3  4-Amino-3-phenylbutanoic acid
2. 1 2 3  Inxight: Drugs Database
3. ↑  Pre-review Report: Phenibut. Expert Committee on Drug Dependence. Forty-fourth Meeting. Geneva, 11-15 October 2021. who.int, 2021 (англ.)
4. ↑  Лечение фенибутом детей. Транквилизаторы. Rhythm Journal. 12 февраля 2013. Процитовано 11 березня 2015.
5. 1 2  История и научная работа подразделения. Отделение психофармакологии и фармакотерапии больных с резистентными состояниями с группой эндокринологической психиатрии (12 отделение). Санкт-Петербургский научно-исследовательский психоневрологический институт имени В.М. Бехтерева. Архів оригіналу за 2 квітня 2015. Процитовано 11 березня 2015. [Архівовано 2015-04-02 у Wayback Machine.]
6. 1 2  Фенібут. Енциклопедія ліків.  Регістр лікарських засобів Росії. .